# 索耶維爾 (阿拉巴馬州)
索耶維爾（英語：Sawyerville）是一個位於美國阿拉巴馬州黑爾縣的非建制地區。該地的面積和人口皆未知。

## 地理
索耶維爾的座標為32°45′06″N 87°43′46″W / 32.75166°N 87.72944°W，而該地的平均海拔高度為69米（即226英尺）。